# Reston (Scottish Borders)
Pour les articles homonymes, voir Reston.
Reston est un village situé dans les Scottish Borders, en Écosse.